# علي العميم
علي العميم كاتب وصحافي سعودي، تتجه عنايته في الكتابة ناحية الجوانب الفكرية والفلسفية، عمل صحافياً في مجلة اليمامة، وزاول الكتابة في صحيفة الرياض، وجريدة اليوم، وصحيفة الاقتصادية، ومجلة المجلة. كما عمل صحافياً متفرغاً في جريدة الشرق الأوسط،

## الإصدارات
(العلمانية والممانعة الإسلامية: محاورات في النهضة والحداثة). صدر عن دار الساقي 2002.
(شيء من النقد شيء من التاريخ: آراء في الحداثة والصحوة وفي الليبرالية واليسار). صدر عن دار جداول 2011.
(الجابري دراسات متباينة) [تقديم]. صدر عن دار جداول 2011.
(عبد الله النفيسي: الرجل، الفكرة، التقلبات: سيرة غير تبجيلية). صدر عن دار جداول 2012.

## وصلات خارجية
- صفحة علي العميم على جودريدز
- صفحة مقالات علي العميم في مجلة المجلة
- حوار مع علي العميم أجري عام 2009